# Tomahiv, Hoșcea
Tomahiv (în ucraineană Томахів) este un sat în comuna Horbakiv din raionul Hoșcea, regiunea Rivne, Ucraina.

## Demografie
Componența lingvistică a localității Tomahiv
     Ucraineană (99,6%)
     Alte limbi (0,4%)
Conform recensământului din 2001, majoritatea populației localității Tomahiv era vorbitoare de ucraineană (99,6%), existând în minoritate și vorbitori de alte limbi.